# Пая білошия
Па́я білошия (Cyanocorax cyanopogon) — вид горобцеподібних птахів родини воронових (Corvidae). Ендемік Бразилії.

## Опис

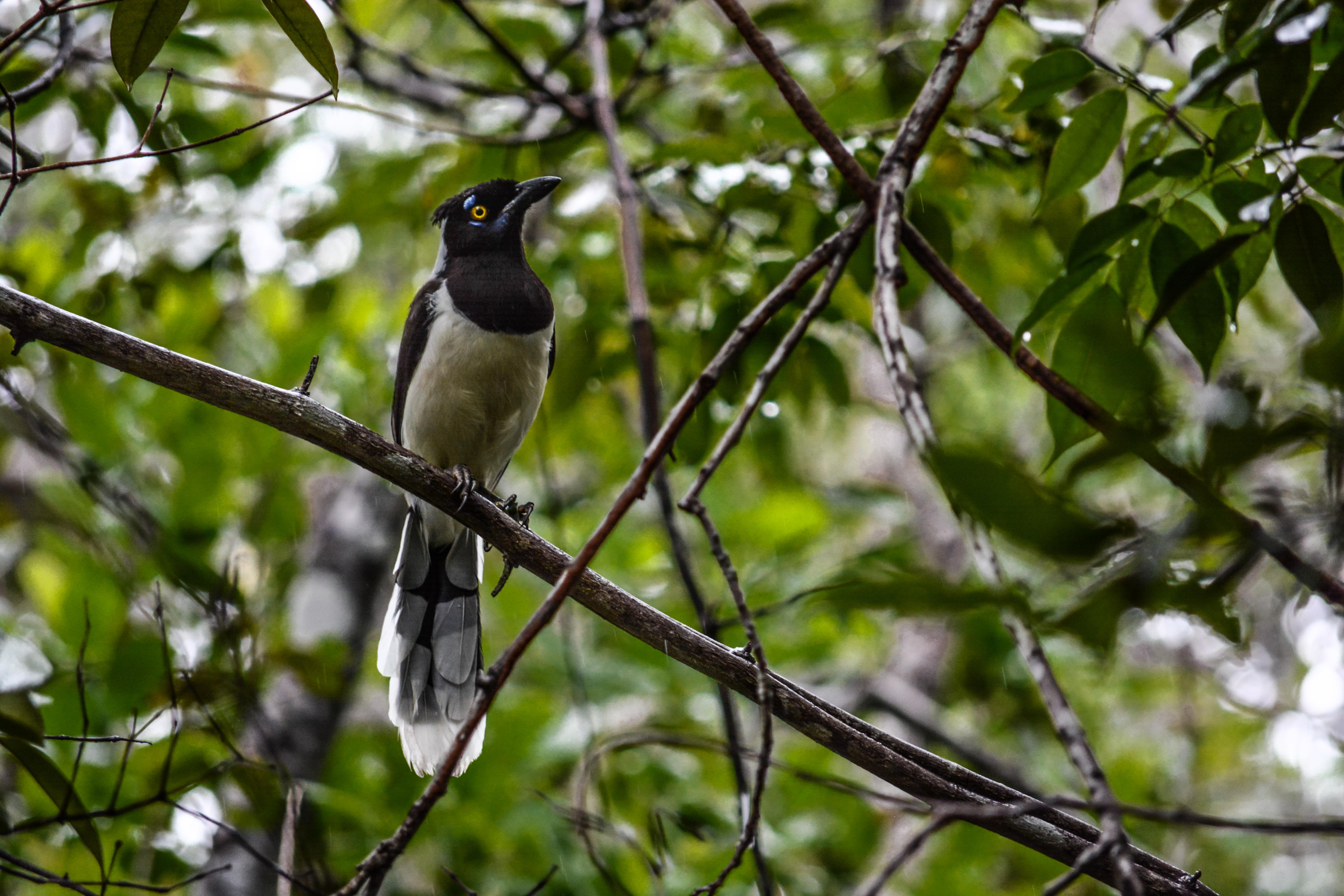
Білошия пая (Чапада-Діамантіна)

Довжина птаха становить 35 см, вага 110—160 г. Голова, горло та верхня частина грудей чорні, на лобі й тімені помітний чуб, над і під очима блакитні плями. Потилиця і плечі білі, нижня частина тіла кремова. Спина сірувата, крила і надхвістя коричневі, махові пера, покривні пера хвоста і стернові пера більш темні, кінчик хвоста кремовий. Очі жовті, дзьоб і лапи чорнуваті.

## Поширення і екологія
Білошиї паї мешкають на сході Бразилії від Мараньяна до Мату-Гросу і півночі Сан-Паулу. Вони живуть у сухих тропічних лісах каатинги та в серрадо, на висоті до 1300 м над рівнем моря, переважно на висоті до 400 м над рівнем моря. Зустрічаються поодинці, парами або невеликими сімейними зграйками. Білошиї паї є всеїдними птахами, живляться комахами, іншими безхребетними, дрібними хребетними, яйцями, ягодами, плодами, нектаром і насінням.